# Jean-Lambert Tallien

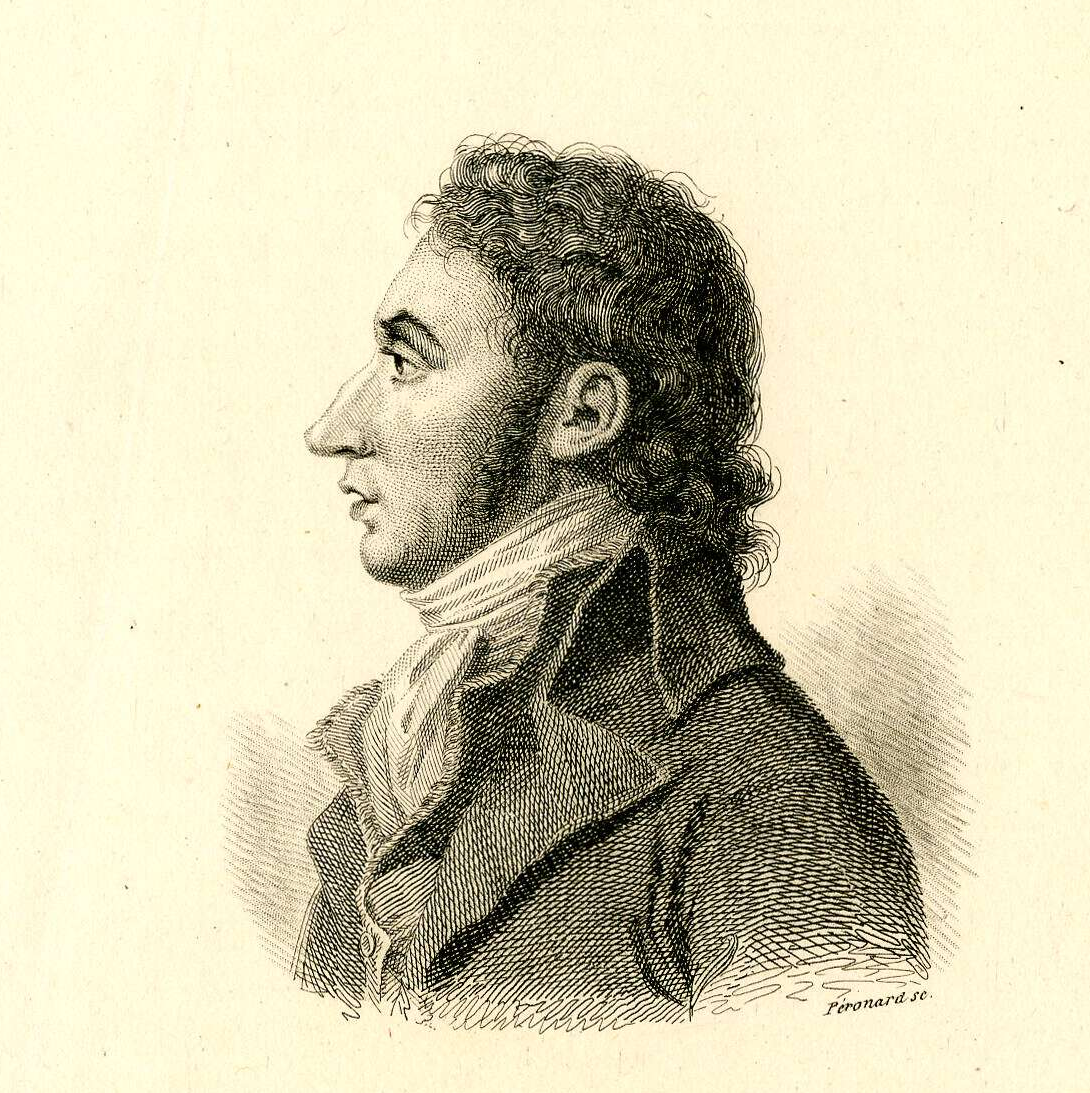
Portretgravure uit 1845

Jean-Lambert Tallien (Parijs, 23 januari 1767 – aldaar, 16 december 1820) was een politicus en journalist tijdens de Franse Revolutie. Als lid van de Nationale Conventie nam hij deel aan het Schrikbewind tijdens zijn missies in de provincie, maar hij wordt vooral herinnerd voor zijn aandeel in de val van de robespierristen. Het maakte hem zeer populair, zij het niet lang. Hij zetelde nog in de Raad van Vijfhonderd en verdween daarna grotendeels uit beeld.

## Leven
Tallien was de zoon van een maître d'hôtel van de markies van Bercy (fr). Dankzij die laatste kon hij studeren en vond hij betrekkingen als klerk van een notaris en een procureur. In 1789 was hij enthousiast over de hervormingskansen geboden door de bijeenroeping van de Staten-Generaal. Hij werd secretaris van de gedeputeerde Jean-Baptiste Brostaret, een advocaat die als een gevaar voor de monarchie werd beschouwd. Later trad hij in dienst van de broers de Lameth. Vanuit die positie kon hij de actualiteit uitstekend volgen. Hij sloot zich aan bij de Jakobijnenclub, begon zelf een broederlijk genootschap in de Faubourg Saint-Antoine en lanceerde in oktober 1791 de krant L'Ami des citoyens. Dit halfwekelijkse blad zou met een onderbreking verschijnen tot 1795. De volksmenner Danton was iemand naar wie Tallien toen opkeek. Hij toonde zich een vastbesloten voorstander van de vrije markt en private eigendom, bestreed de opdeling in passieve en actieve burgers, en steunde de oorlog tegen Oostenrijk. In 1792 nam hij deel aan de Bestorming van de Tuilerieën.
Toen de Septembermoorden uitbraken was Tallien secretaris-griffier van de Commune van Parijs. Hij schijnt gevangenen te hebben helpen ontkomen, onder wie Madame de Staël, maar prees achteraf de gebeurtenissen en werd er door zijn vijanden van beschuldigd een "septembriseur" te zijn geweest. Onmiddellijk daarna brachten de verkiezingen van 1792 hem voor het departement Seine-et-Oise in de Nationale Conventie, als negende van elf kandidaten. Hoewel Marat en Robespierre hem hadden aangevallen als te dubbelzinnig, zat hij in de Conventie op de banken van de Montagne en sloot hij zich geregeld aan bij hun standpunten. Hij steunde de Commune en de doodstraf voor Lodewijk XVI.
Tallien werd als representant op missie naar de Loir-et-Cher en dan de Indre-et-Loire gestuurd om vrijwilligers te ronselen voor het leger. Hij was getuige van de beginnende Opstand in de Vendée en ging in Parijs zijn collega's waarschuwen. Hij nam deel aan de val van de girondijnen in juni 1793, door de petitie tegen hen van het departement Parijs aan het Comité de salut public over te maken. Tegen het einde van dat jaar ging hij op missie in het Franse zuidwesten om de Federalistische opstanden neer te slaan. In Bordeaux liet hij veel federalisten aanhouden en executeren, maar hij werd daarin getemperd door Thérésia Cabarrus, een aristocratische bankiersdochter die zijn geliefde werd. Het kwam hem op de eerste beschuldigingen van gematigdheid te staan. Ook zijn oppositie tegen minister van Oorlog Bouchotte zal niet hebben geholpen. Toen hij bepaalde decreten als te radicaal weigerde toe te passen, en hij ook het plaatselijke Comité révolutionnaire local afzette, werd hij in maart 1794 teruggeroepen.

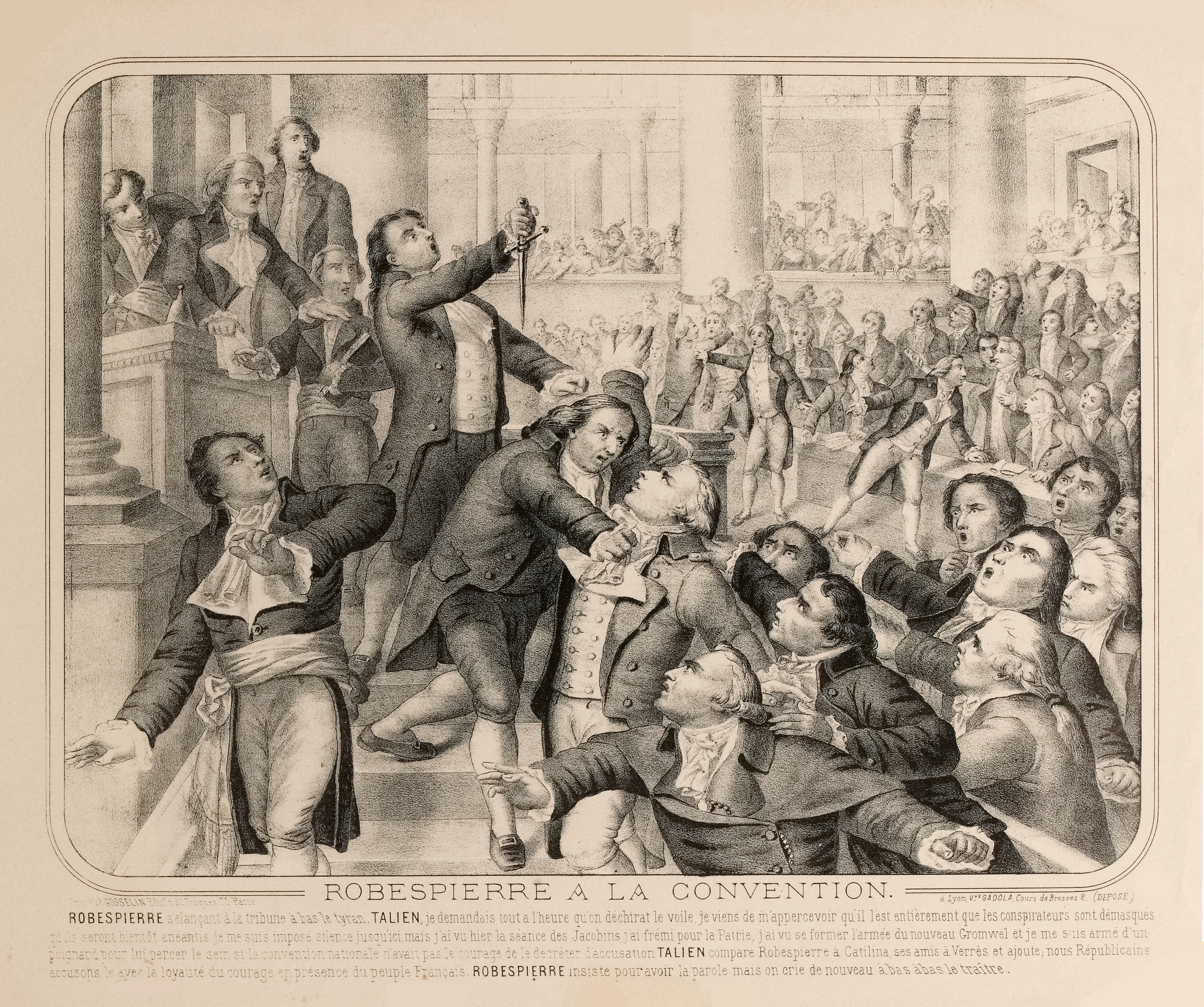
Tallien bedreigt Robespierre met een dolk op de conventiezitting van 9 thermidor (19e-eeuwse prent)

In Parijs werd Tallien steeds meer in het nauw gedreven, zeker nadat Cabarrus, die hem was komen vervoegen, op 30 mei werd aangehouden. Ongetwijfeld was dit het punt waarop Robespierre voor Tallien een doodsvijand werd. Tevergeefs probeerde hij de wet van 22 prairial tegen te houden. Vanuit de gevangenis werd hij door Cabarrus aangevuurd om te stoppen met talmen. Op de befaamde zitting van 9 thermidor (27 juli) brak hij een toespraak van Saint-Just af en haalde hij een dolk tevoorschijn om Robespierre te bedreigen. De beschuldigingen tegen hen werden zonder weerwoord gestemd en Robespierre verdween met vier medestanders in de gevangenis. Nog bepalender dan Talliens fysieke tussenkomst, was zijn toespraak op 28 augustus, waarin hij de Terreur als een gepland, coherent en systematisch gebeuren afschilderde. In dit troebele water konden de thermidoriens zich de handen in onschuld wassen. Zelf pleitte Tallien zich vrij van beschuldigingen van terrorisme door naar voormalige medewerkers als Collot d'Herbois en Billaud-Varenne te wijzen. Hij trad toe tot het Comité de salut public. Met Fréron organiseerde hij straatgeweld door Muscadins.
Zijn stellingnames bleven sterk contrarevolutionair: het was niet Talliens bedoeling de royalisten ruimte te geven. In juli 1795 vertrok hij op missie naar Lazare Hoche, die tegenover het in Quiberon gelande expeditieleger van de koninklijken stond. Er volgde een overwinning en 757 executies. Vervolgens werd hij verkozen in de Raad van Vijfhonderd, maar de vele royalistische verkozenen baarden hem zorgen. Zijn voorstellen voor een republikeinse staatsgreep kregen echter geen gehoor. Doordat de montagnards hem als een verrader beschouwden en de rechterzijde hem niet vertrouwde, verdween hij van het politieke voorplan. Zijn echtgenote Cabarrus verliet hem voor Ouvrard. 
Tallien vertrok in juni 1798 als regimejournalist met de expeditie van Napoleon naar Egypte, schrijvend voor het blad La Décade egyptienne van Jean-Joseph Marcel. Generaal Menou stuurde hem in 1800 terug, maar zijn schip werd onderschept door de Britten en hij werd naar Londen afgevoerd. In 1802 was hij terug in Parijs en bekwam zijn vrouw de echtscheiding. Dankzij Fouché en Talleyrand verkreeg hij een benoeming als consul in Alicante, maar hij werd ernstig ziek en moest na een viertal maanden vertrekken. Het leverde hem een klein pensioen op, waarvan hij moest zien te overleven. Hij probeerde in de gunst te komen bij de opeenvolgende regimes en schaarde zich achter keizer Napoleon tijdens de Honderd Dagen. De Restauratie van 1815 kostte hem zijn pensioen, maar een ballingschap als koningsmoordenaar werd hem om gezondheidsredenen bespaard. Hij zou invalide en blind zijn geweest. Hij stierf op de leeftijd van 53 jaar en werd begraven op Père-Lachaise.

## Familie
Met Thérésia Cabarrus had Tallien een dochter, Rose-Thermidor Tallien (1795-1862). Haar meter was Joséphine de Beauharnais.

## Opportunisme
De biografen van Tallien wijzen op het politieke opportunisme waarvan hij doorheen zijn carrière blijk gaf. Hij steunde de Septembermoorden maar beschermde zijn aristocratische vrienden, hij was bevriend met Danton maar zweeg toen deze terechtstond, hij nam deel aan de Terreur maar wees zijn voormalige medestander Robespierre aan als verantwoordelijk, hij onderhield contacten met royalisten maar liet 757 van hen executeren, enz. Tallien werd gezien als het prototype van een revolutionaire windhaan zonder scrupules. Daar staat tegenover dat overlevingskunst een noodzaak was in die jaren. Tallien dreef het in elk geval behoorlijk ver en zijn opportunistische visie op de Terreur heeft diepe invloed uitgeoefend.

## Publicaties
Tallien schreef voor de volgende bladen:
- L'Ami des citoyens
- L'Ami des sans-culottes
- Le Sans-culotte (1793)
- Le Courier de l'Armée des côtes de La Rochelle
- La Décade egyptienne (1798-1800)

### Ander  werk
- 1789 - Mémoire sur la liberté de la presse, suivi de quelques autres mémoires concernant la librairie
- 1790 - On nous mène donc la faction orleano-angloise, ou les projets de mèchans dévoilés
- 1792 - Detail et ordre de la marche de la fête en l'honneur de la liberté, donnée par le peuple à l'occasion de l'arrivée des soldats de Chateau-Vieux, le dimanche 15 avril 1792, l'an quatrième de la liberté. Paris: De l'imprimerie de Tremblay
- 1792 - La vérité sur les événemens du 2 septembre. Paris: De l'Imprimerie nationale
- 1793 - Projets de décrets concernant Louis Capet. Présentés à la Convention nationale par J.L. Tallien, député du département de Seine & -Oise. Paris: De l'Imprimerie nationale
- 1793 - Rapport des commissaires envoyés à Forges-les-Eaux, département de la Seine-inférieure, pour constater les faits relatifs au suicide de l'assassin Pâris. Paris: De l'Imprimerie nationale
- 1794 - Tallien, représentant du peuple, a ses collègues. A Paris: De l'imprimerie de Rougiff
- 1794 - Éclaircissemens véridiques de Tallien, représentant du peuple, envoyé en mission à Bordeaux. En réponse aux Eclaircissemens nécessaires de Collot, ancien membre du Comité de salut public
- 1794 - Discours prononcé a la Convention nationale, dans la séance du 11 fructidor, l'an 2 de la République, sur les principes du gouvernement révolutionnaire.  A Paris: De l'Imprimerie nationale
- 1795 - Rapport fait au nom de la commission des cinq, sur la conjuration du 13 vendémiaire
- 1795 - Rapport fait a la Convention nationale, par Tallien, dans la séance du 9 thermidor, an 3, sur la défaite des émigrés à Quiberon.  A Besançon: Chez Métoyer
- 1795 - Un mot sur la nécessité de rendre les biens des condamnés.  A Paris: De l'Imprimerie nationale
- 1795 - Compte rendu a la Convention nationale, en exécution du décret du 21 nivôse dernier, par Tallien, représentant du peuple, des dépenses qu'il a faites dans ses diverses missions. Paris: De l'Imprimerie nationale
- 1795 - Rapport fait a la Convention nationale, au nom de la Commission des cinq, par Tallien, dans la séance du 2 brumaire, l'an quatrième de la République française, une et indivisible.  A Paris: De l'Imprimerie nationale
- 1795 - Rapport et projet de décret, présentés au nom du Comité de salut public, par Tallien, dans la séance du 27 germinal, an 3, relativement à une nouvelle organisation des transports militaires.  A Paris: De l'Imprimerie nationale
- 1797 - Motion d'ordre du représentant du peuple Tallien, sur les circonstances actuelles, prononcée dans la séance du Conseil des cinq-cents, le 6 thermidor, an 5. A Paris: Chez G.-F. Galletti
- 1798 - Opinion de Tallien, contre le projet de la Commission de finances, sur les tabacs

## Voetnoten
1. ↑  Jean-Clément Martin, Les échos de la Terreur. Vérités d'un mensonge d'État, 1794-2001, 2018, p. 15. Gearchiveerd op 16 augustus 2023.

- Bibliothèque nationale de France: cb121663302 (data)
- Catàleg d'autoritats de noms i títols de Catalunya: 981058614842606706
- CiNii: DA15316562
- Gemeinsame Normdatei: 119283247
- International Standard Name Identifier: 0000 0000 8384 5754
- Library of Congress Control Number: n87111901
- Nationale Bibliotheek van Israël: 987007439088705171
- Nederlandse Thesaurus van Auteursnamen: 158066529
- SNAC: w68k7njv
- Système universitaire de documentation: 028917154
- Virtual International Authority File: 21149106207968491710